# Баягич, Момчило
Момчило «Баяга» Баягич (серб. Момчило Бајагић, Momčilo «Bajaga» Bajagić) (19 февраля 1960, Бьеловар, Социалистическая Республика Хорватия, СФРЮ) — югославский и сербский рок-музыкант, автор-исполнитель. Наиболее известен как основатель и фронтмен группы Баяга и инструктори, а также как бывший гитарист легендарной белградской рок-группы Рибля чорба.

## Жизнеописание
Момчило начал свою музыкальную карьеру в качестве певца группы TNT, в возрасте 15 лет. Свой первый текст к песне он написал, находясь в составе этого коллектива (песня «Двадцатая ночь», серб. «Dvadeseta noć»). TNT через год распалась, тогда Баягич присоединился к группе Ofi, которая тоже вскоре прекратила своё существование. Бывшие участники Ofi сформировали группу Glogov Kolac, распавшуюся после своего единственного выступления. Райко Коичи, бывший одногруппник Момчилы по Glogov Kolac, предложил ему присоединиться к группе SOS, а затем, через некоторое время, к хард-рок коллективу, который собрал Бора Джорджевич под названием Рибля чорба.

### Riblja Čorba
Сам Джорджевич в то время был уже легендарной фигурой в местной рок-среде. В течение второй половины 70-х он переиграл во множестве групп, и хотя большинство из них не просуществовало долго, тем не менее он получил опыт и славу среди критиков и меломанов. Кроме того, другие участник Riblja Čorba тоже были опытными музыкантами. Баяга же, которому на момент вступления в состав группы было всего 18, был самым молодым среди других — но несмотря на свой возраст и благодаря своему таланту он быстро снискал уважение в глазах одногруппников. И хотя сначала он был задействован именно как музыкант (ритм-гитарист), а не как автор (основным автором песен Рибли являлся Джорджевич), впоследствии коллектив стал исполнять и его песни.
Талант как композитора и автора-песенника молодой Момчило проявил во время записи второго альбома Чорба «Pokvarena mašta i prljave strasti» в 1981 году. Бора Джоджевич в то время служил в ЮНА. Баяга пробыл в составе Riblja Čorba до 1984 года, и за это время стал автором и соавтором около двадцати песен. За то время было издано пять студийных и один концертный альбом, а также сыграно множество концертов. Покинул группу Баягич из-за споров, которые возникли после издания его сольного альбома «Позитивная география» (серб.  «Pozitivna geografija»).

### Баяга и инструктори
За время своего пребывания в составе Riblja Čorba, Баягич написал ряд песен, совершенно не подходивших репертуару РЧ — ни по стилистике, ни по содержанию. Это были композиции с «легкими», юмористическими текстами и с мейнстримной поп-рок аранжировкой. Он собирает в студии знакомых музыкантов и в результате совместных усилий на свет появляется альбом «Pozitivna geografija». В среде музыкантов Riblja Čorba, группы, членом которой в то время еще оставался Баяга, этот поступок вызвал споры, и впоследствии он был вынуждены покинуть этот коллектив. Сразу после этого Момчило собрал музыкантов, которые помогли записать дебютный альбом, и отправился на гастроли. Этот коллектив получил название Баяга и инструктори. Хотя «Pozitivna geografija» вышла под лейблом Баяга, но именно с него ведет свою дискографию Баяга и инструктори.
Во главе с Момчило, Bajaga i Instruktori стала одной из самых успешных и влиятельных рок-групп на экс-югославской и сербской рок-сценах. Их студийные альбомы середине-конце 1980-х подняли их на вершину тогдашней рок-сцены Югославии, поставив их в один ряд с другими мега-популярным группами вроде Bijelo Dugme, Azra и бывшим коллективом Баяги Рибля чорба. Bajaga i Instruktori выпустила девять студийных альбомов.

### Другие работы
Баягич отметился написанием музыки к фильмам, которая была издана отдельно под именем «Момчило Баягич». Это фильм 1994 года Ni na nebu ni na zemlji и комедия Profesionalac 2003 года. В последнем случае ему при записи помогала группа Apsolutno Romantično.

## Личная жизнь
Момчило Баягич женат и имеет двоих детей, Марко и Анжелу.
Баяга болеет за футбольный клуб Црвена Звезда Белград.

## Дискография

### в составе Riblja Čorba
- Kost u grlu (1979)
- Pokvarena mašta i prljave strasti (1981)
- Mrtva priroda (1981)
- Buvlja pijaca (1982)
- U ime naroda (1982)
- Večeras vas zabavljaju muzičari koji piju (1984)

### в составе Bajaga i Instruktori
- Pozitivna geografija (1984)
- Sa druge strane jastuka (1985)
- Jahači magle (1986)
- Prodavnica tajni (1988)
- Muzika na struju (1993)
- Od bižuterije do ćilibara (1997)
- Zmaj od Noćaja (2001)
- Šou počinje u ponoć (2005)
- Daljina, dim i prašina (2012)
- U sali lom (2018)

#### Саундтреки
- Ni na nebu ni na zemlji (1994)
- Profesionalac — Muzika iz filma (2003)
- Hotel Beograd — Darija (2020)